# Chuaj-jin (Ťiang-su)
Chuaj-jin (čínsky pchin-jinem Huáiyīn, znaky zjednodušené 淮阴, tradiční 淮陰) je městský obvod v městské prefektuře Chuaj-an v provincii Ťiang-su Čínské lidové republiky. Leží v centru provincie, severně od Jang-c’-ťiang. Žije zde přibližně 749 tisíc obyvatel.

## Historie
Za říše Čchin zde roku 223 př. n. l. vznikl okres Chuaj-jin. Po založení říše Chan byl z něho vydělen okres Fu-lin (富陵). Roku 201 př. n. l. dal chanský císař Kao-cu svému generálovi Chan Sinovi titul markýze z Chuaj-jinu (淮阴侯) a okres mu dal jako úděl. Za pět let byl Chan Sin zabit a z Chuaj-jinu se opět stal okres. Roku 117 př. n. l. vznikla komandérie Lin-chuaj (临淮) skládající se z okresů Chuaj-jin a Fu-lin. Po pádu režimu Wang Manga byl okres Fu-lin začleněn do okresu Chuaj-jin a komandérie Lin-chuaj začleněna do komandérie Tung-chaj (东海). Roku 72 byla komandérie Lin-chuaj obnovena.
V následujících staletích se administrativní dělení oblasti průběžně měnilo. Za říše Sung roku 1273, na sever od administrativního centra starého okresu Chuaj-jin, vznikl okres Čching-che (清河), který se rozkládal na území dřívějšího Chuaj-jinu. Za mongolské říše Jüan roku 1324 Žlutá řeka změnila tok a odnesla sídlo okresu Čching-che, nové bylo postaveno na místě bývalého sídla okresu Chuaj-jin. Za Čchingů roku 1761 bylo sídlo okresu přeneseno do Čching-ťiang-pchu.
Po vzniku Čínské republiky byl roku 1914 – kvůli shodě jména s okresem v provincii Che-pej – okres Čching-che přejmenován na Chuaj-jin.
Roku 1949 se okres Chuaj-jin stal součástí nové prefektury Chuaj-jin, roku 1951 byla urbanozovaná část okresu vyčleněna jako město Čching-ťiang (清江市). V letech 1958–1964 byli okres a město opět sjednoceny. Roku 1983 byly město Čching-ťiang a prefektura Chuaj-jin zrušeny, vznikla městská prefektura Chuaj-jin, okres Chuaj-jin byl jednou z jejích částí. Roku 2001 byla městská prefektura Chuaj-jin přejmenována na Chuaj-an a okres Chuaj-jin přejmenován na městský obvod Chuaj-jin.